# Christine Errath
Christine Errath, po mężu Trettin następnie Stüber (ur. 29 grudnia 1956 w Berlinie) – niemiecka łyżwiarka figurowa reprezentująca NRD, startująca w konkurencji solistek. Brązowa medalistka olimpijska z Innsbrucka (1976) i uczestniczka igrzysk olimpijskich w Sapporo (1972), mistrzyni (1974) i wicemistrzyni świata (1976), mistrzyni (1976) i 3-krotna mistrzyni Europy (1973–1975), dwukrotna mistrzyni NRD (1974, 1975). 

## Życiorys
Jej pierwszym mężem był tenisista Ulrich Trettin z którym ma córkę Jenny i syna Marcusa. W 2006 roku ponownie wyszła za mąż, za ortodontę Paula Stübera. Errath została jedną z twarzy niemieckiej stacji telewizyjnej MDR w której współprowadziła program Außenseiter Spitzenreiter. W 2010 roku napisała książkę Die Pirouettenkönigin.

## Osiągnięcia
| Zawody               | 68–69          | 69–70          | 70–71          | 71–72          | 72–73          | 73–74          | 74–75          | 75–76          |                |                |                |                |                |                |                |                |                |
| Międzynarodowe       | Międzynarodowe | Międzynarodowe | Międzynarodowe | Międzynarodowe | Międzynarodowe | Międzynarodowe | Międzynarodowe | Międzynarodowe | Międzynarodowe | Międzynarodowe | Międzynarodowe | Międzynarodowe | Międzynarodowe | Międzynarodowe | Międzynarodowe | Międzynarodowe | Międzynarodowe |
| -------------------- | -------------- | -------------- | -------------- | -------------- | -------------- | -------------- | -------------- | -------------- | -------------- | -------------- | -------------- | -------------- | -------------- | -------------- | -------------- | -------------- | -------------- |
| Igrzyska olimpijskie |                |                |                | 8              |                |                |                | 3              |                |                |                |                |                |                |                |                |                |
| Mistrzostwa świata   |                |                | 9              | 10             | 3              | 1              | 3              | 2              |                |                |                |                |                |                |                |                |                |
| Mistrzostwa Europy   | 18             |                | 7              | 5              | 1              | 1              | 1              | 3              |                |                |                |                |                |                |                |                |                |
| Blue Swords          | 3              | 3              | 2              | 1              | 1              | 1              | 1              | 1              |                |                |                |                |                |                |                |                |                |
| Richmond Trophy      |                |                |                | 1              |                |                |                |                |                |                |                |                |                |                |                |                |                |
| Prize of Moscow News | 5              |                |                |                |                |                |                |                |                |                |                |                |                |                |                |                |                |
| Krajowe              |                |                |                |                |                |                |                |                |                |                |                |                |                |                |                |                |                |
| Mistrzostwa NRD      | 3              | 3              | 2              | 2              | 2              | 1              | 1              |                |                |                |                |                |                |                |                |                |                |